# Nanlingite
La nanlingite è un minerale.

## Origine e giacitura
La nanlingite è un arsenito con formula chimica Na(Ca₅Li)Mg₁₂(AsO₃)₂[Fe(AsO₃)₆]F4. È stata approvata come specie valida dall'Associazione Mineralogica Internazionale nel 1976. Cristallizza nel sistema trigonale. La sua durezza sulla scala di Mohs è di 2,5.
Secondo la classificazione Nickel-Strunz, la nanlingita appartiene a "04.JB: Arseniti, antimoniti, bismutiti; con anioni addizionali, senza H₂O" insieme ai seguenti minerali: fetiasite, manganarsite, magnussonite, asbecasite, stenhuggarite, trigonite, finnemannite, gebhardite, derbylite, tomichite, graeserite, hemloite, freedite, georgiadesite e ekatite.

## Forma in cui si presenta in natura
La nanlingite è stata scoperta nella miniera di Shizhuyuan, nel distretto di Yizhang, nella prefettura di Chenzhou (Hunan, Repubblica Popolare Cinese). È l'unico luogo al mondo dove è stata descritta questa specie minerale. Ha un aspetto vitreo ed un colore che varia dal marrone rossiccio al marrone scuro quando ossidato.